# Glacier Mawson
Le glacier Mawson est un glacier de vallée situé en Antarctique.
Dans son prolongement vers la mer de Ross se trouve la langue de glace Nordenskjöld.